# Vasil Levski (distrikt i Tărgovisjte)
Vasil Levski (bulgariska: Васил Левски) är ett distrikt i Bulgarien.   Det ligger i kommunen Obsjtina Tărgovisjte och regionen Tărgovisjte, i den nordöstra delen av landet, 270 km öster om huvudstaden Sofia.